# Schloss Germolles

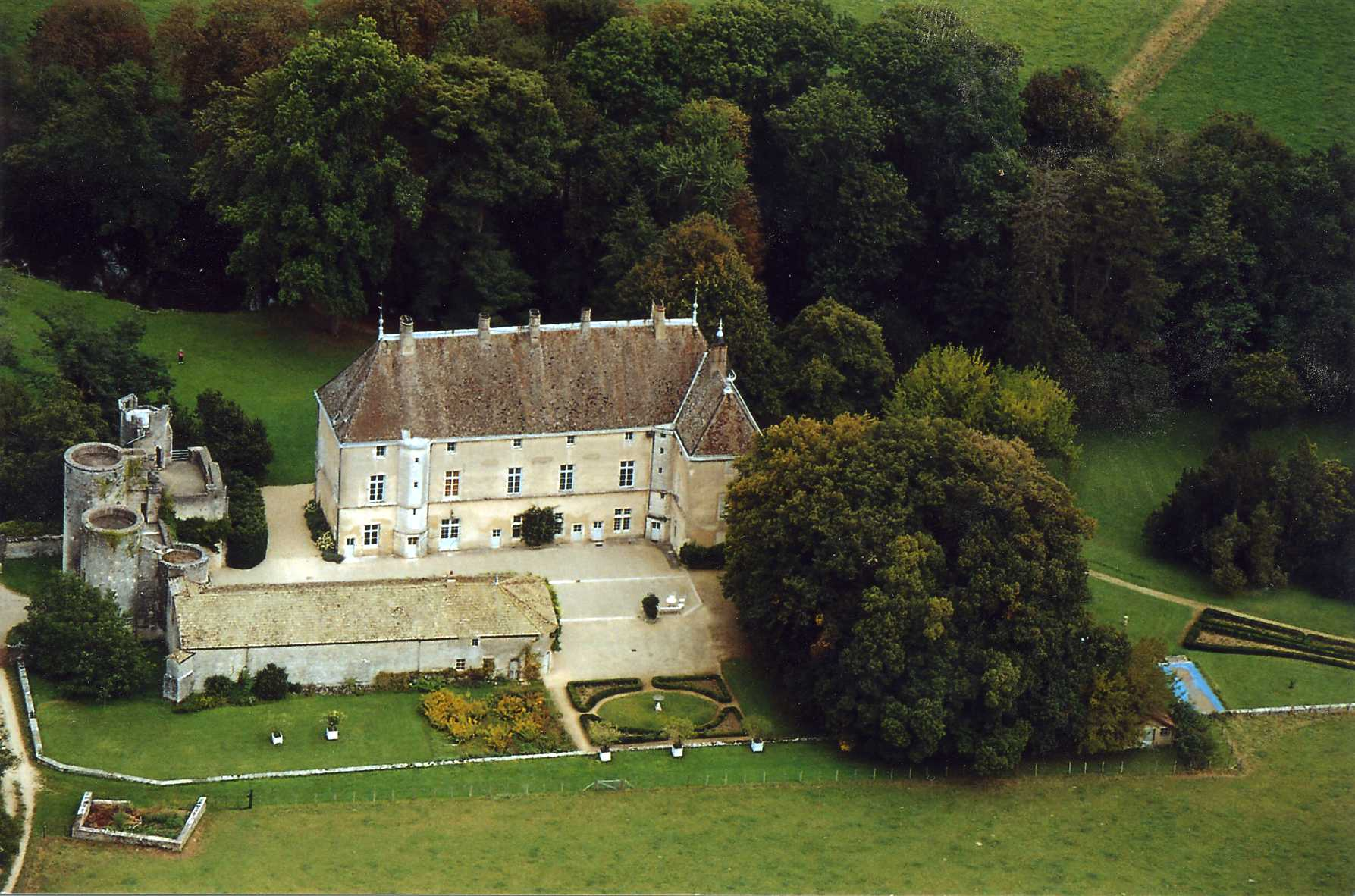
Luftbild des Schlosses

Das Schloss Germolles (französisch Château de Germolles) steht in der französischen Gemeinde Mellecey im burgundischen Département Saône-et-Loire.
Mitten im Herzen von Burgund, in der Nähe von Beaune und Chalon-sur-Saône, ist Schloss Germolles die am besten erhaltene Residenz der Herzöge von Burgund. Erbaut in der zweiten Hälfte des 14. Jahrhunderts, spiegelt diese Anlage eine wichtige Seite in der Regionalgeschichte wider. Das Schloss ist auch eines der wenigen erhaltenen Beispiele für die Gestaltung der Wohnräume im Frankreich des 14. und der ersten Hälfte des 15. Jahrhunderts, da die meisten der fürstlichen Paläste aus dieser Zeit verschwunden sind.
Das Schloss sowie wesentliche Bestandteile der Anlage wie Hof, Keller, Turm, Kapelle, Eingangsbereich, Treppenhaus usw. stehen als Monument historique seit dem 12. Juni 1989 unter Denkmalschutz.

## Geschichte

### Namensgeber

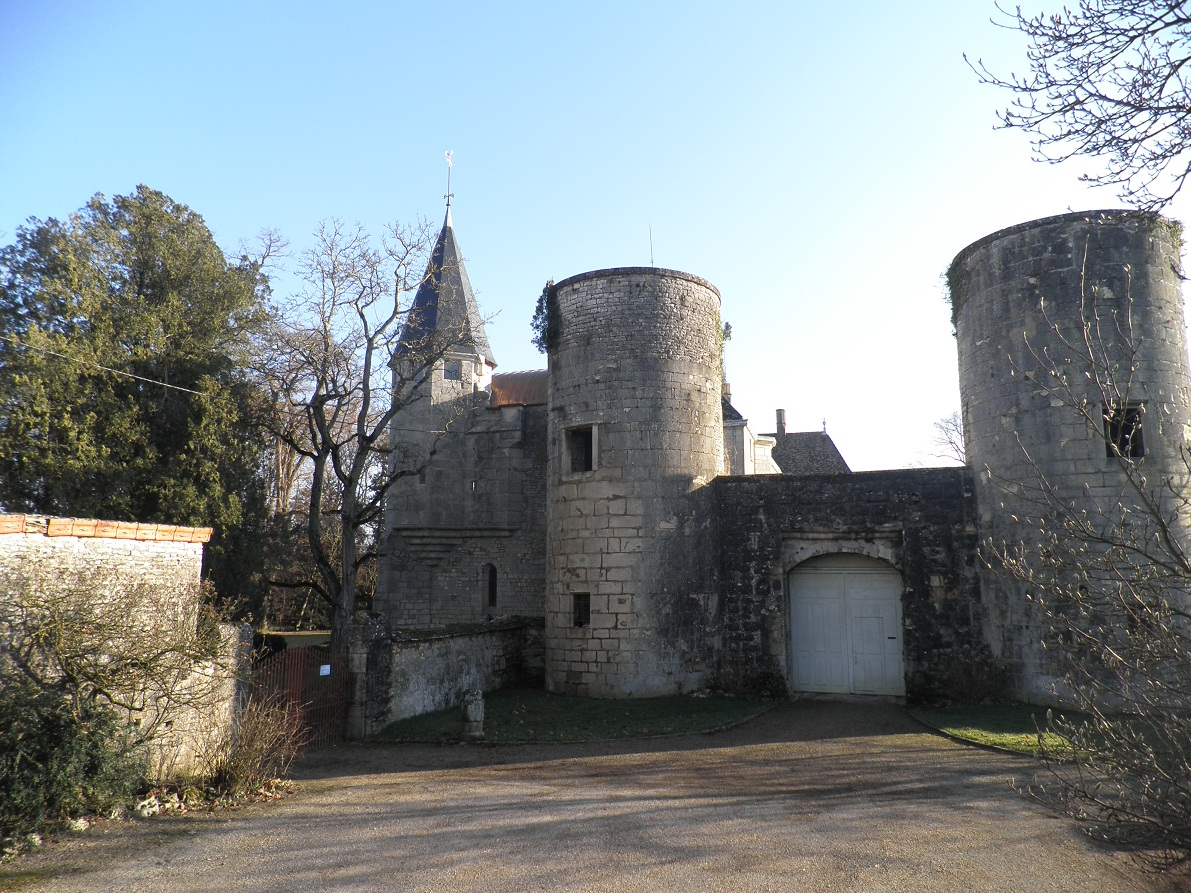
Der Torbereich des Schlosses besteht aus den Resten der Burg aus dem 13. Jh.

Der Name des Schlosses geht auf die Herren von Germolles zurück. Guigon von Germolles wurde 1257 wegen eines Verfahrens gegen seinen Nachbarn Guillaume von Montaigu vor dem Kirchengericht von Chalon-sur-Saône namentlich erwähnt. Unter den Nachkommen Geoffroys errangen die lokalen Feudalherren in der ersten Hälfte des 14. Jahrhunderts die Herrschaft über die umliegenden Gemeinden Saint-Martin-sous-Montaigu, Mellecey, Dracy-le-Fort, Corcelles und Chastenoy. Germolles war ab dem 13. Jahrhundert eine gut ausgebaute Burganlage, und der Sohn Jean Guillaumes II. konnte dank der Heirat 1363 mit Philiberte von Montaigu den alten Nachbarschaftsstreit beilegen und an Macht hinzugewinnen. Nach 1375 wendete sich jedoch das Blatt gegen die Herren von Germolles, die mit 1800 Gulden verschuldet waren. Innerhalb von zwei Jahren verlor Guillaume das Landwesen der Germolles an den Herzog von Burgund: Am 11. Dezember 1380 konfiszierte Philipp der Kühne, der erste Herzog von Burgund aus der königlichen Dynastie der Valois, den Besitz. Am 7. Juni 1381 erschien Guillaume von Germolles mit dem herzoglichen Verwalter Philibert Paillart vor dem Vogt von Chalon, um den Besitzübergang auf den Herzog zu bestätigen. Über das Aussehen der Burg der Herren von Germolles ist wenig bekannt. Gewiss war es ein massiver Bau mit Türmen und wenigen, kleinen Fenstern. Vom ursprünglichen Gebäude bleibt heute einzig die untere Kapelle und der Weinkeller.

### Landsitz von Philipp dem Kühnen und Margarethe von Flandern

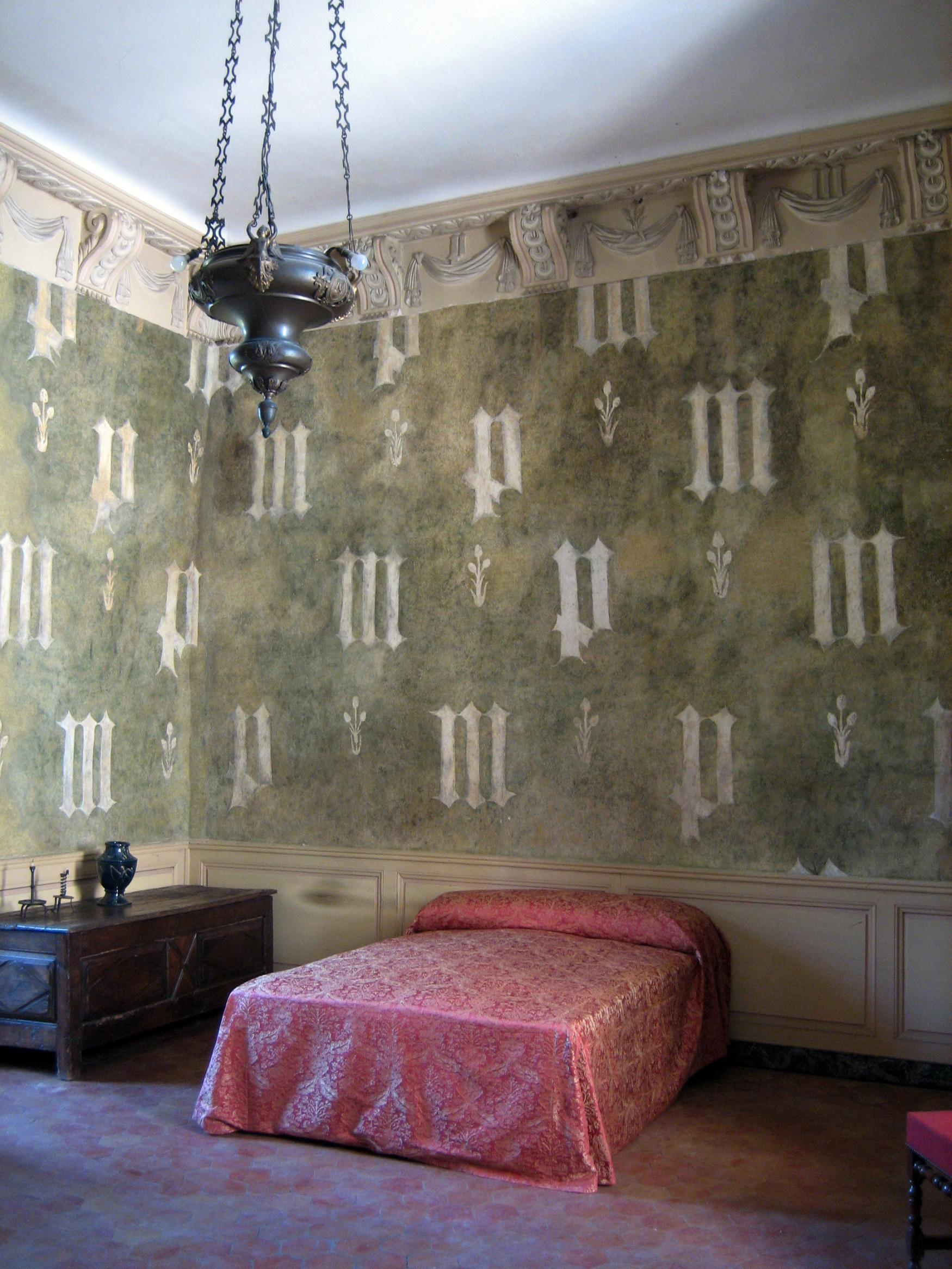
Garderobenzimmer der Margarete von Bayern mit Wandmalereien des 14. Jh.

1381 schenkte der Herzog den Besitz seiner Frau, die Herzogin Margarete von Flandern. Wichtige und teure bauliche Veränderungen wurden sofort durchgeführt. Sie dauerten ein Jahrzehnt von 1382 bis 1402. Das Ziel der Herzogin war, die strenge und archaische Anlage des 13. Jahrhunderts in ein Landgut zu verwandeln. Um dies zu erreichen, traten mehrere Künstler in den Dienst des herzoglichen Paares: der Architekt Drouet de Dammartin, die Bildhauer Jean de Marville und Claus Sluter sowie der Maler Jean de Beaumetz. Diese Künstler arbeiteten zur gleichen Zeit an einem anderen wichtigen Projekt des Herzogs: der Chartreuse de Champmol. Die Residenz wurde langsam in einen prächtigen Landsitz verwandelt. Die großen rechteckigen Gebäude, umgeben von einem Wassergraben, umschlossen einen Hof. Die Wohnräume wurden in den südlichen und östlichen Flügel gelegt, während der Westflügel Zimmer für Empfänge enthielt und der Nordflügel für Wachen und Sicherheitspersonal bestimmt war.
Die Herzogin von Burgund, energisch und eine Liebhaberin des Landlebens, entschied sich, bei Germolles einige Aktivitäten zu entfalten, die eine angenehme Umgebung um die von ihr bevorzugte Residenz schafften und gleichzeitig die lokale Landwirtschaft förderten. So pflanzte sie zum Beispiel einen großen Rosengarten, und die Blütenblätter wurden nach Flandern geschickt, um für Rosenwasser Verwendung zu finden. Ebenso wurde ein Schafstall gebaut. Dieser spiegelt nicht nur das Interesse der Herzogin an Schafen wider, sondern dieses Tier war ein Sinnbild für das Glück Flanderns. Mit 250 Franc pro Jahr erwirtschaftete Germolles viermal so viel wie die Nachbargemeinde.
Am 12. Februar 1389 war König Karl VI. von Frankreich auf Einladung seiner Tante und seines Onkels zu Gast auf Germolles.

### Nachfolge auf Germolles
Nach dem Tode Philipps des Kühnen und Margarethes von Flandern gehörte das Schloss nacheinander drei Herzögen von Burgund: Johann Ohnefurcht, Philipp dem Guten und Karl dem Kühnen. Nach dem Tode Karls des Kühnen in Nancy im Jahre 1477 fiel das Schloss in den Besitz der Könige von Frankreich. Mit der Genehmigung des Königs wurde das Schloss von verschiedenen Familien bis zum Ende des 18. Jahrhunderts genutzt.
Verschiedene Arten von Zerstörung, freiwillig oder zufällig, insbesondere mangelnde Wartung, führten zum Verlust des südlichen Flügels. 1722 war die Anlage fast gänzlich verfallen.
Mit der Französischen Revolution wurde das Schloss Nationaleigentum. Ein Feuer zerstörte 1873 weitere Teile der Gebäude. Seit dem Ende des 19. Jahrhunderts ist das Schloss im Privatbesitz ein und derselben Familie und heute während des größten Teils des Jahres für Besucher geöffnet.